# Jubileummedaille ter Herinnering aan het Gouden Huwelijk in 1892
De Jubileummedaille ter Herinnering aan het Gouden Huwelijk in 1892, (Duits: Jubiäumsmedaille zur Erinnerung an die Goldene Hochzeit 1892) was een onderscheiding van het groothertogdom Saksen-Weimar-Eisenach dat na 1877 het groothertogdom Saksen werd.
De medaille werd in 1892 door groothertog Carl Alexander van Saksen ingesteld. Hij en zijn Nederlandse echtgenote Sophie vierden op 8 oktober hun vijftigjarig huwelijk. Zij was een geboren prinses der Nederlanden en tante van koningin Wilhelmina. Er werd een grote bijeenkomst gehouden. Ook Wilhelmina en Emma waren aanwezig. Op deze reünie ontmoette Wilhelmina voor het eerst haar latere man, prins Hendrik. Hij was hier ook bij aanwezig omdat zijn halfbroer Johan Albrecht van Mecklenburg-Schwerin getrouwd was met de dochter van Sophie, Elisabeth.
Het is aan de Europese hoven sinds het begin van de 19e eeuw gebruikelijk om een onderscheiding, meestal een herinneringsmedaille, in te stellen ter herinnering aan huwelijken, kroningen en jubilea. Dergelijke medailles worden meestal aan de gasten, de hovelingen, de bedienden en medewerkers uitgereikt.
De Duitse hoven waren zeer standsbewust. De medaille werd in vijf verschillende vormen uitgereikt :
- De Gouden Medaille (een aantal werd van zilver of een legering van brons en koper geslagen en vervolgens verguld)
- De Gouden Medaille met Keten (Schmuckfassung[2]) en Kroon
- De Gouden Medaille met Kroon
- De Zilveren Medaille
- De Bronzen Medaille

De gouden, zilveren en bronzen medailles werden aan een lint in de traditionele groothertogelijke Saksische kleuren(zwart met een citroengeel met een brede groene bies) op de linkerborst gedragen. Op het lint was een brede oranje middenstreep aangebracht als verwijzing naar het Huis Oranje-Nassau waaruit de bruid stamde. De gouden medaille met Keten en Kroon werd opgespeld als een broche.
Een gouden medaille was in 2012 twaalfmaal zo duur als een vergulde medaille. De gouden beugelkroon was aan de medaille vastgesoldeerd en de keten van kleine en fijn gevormde schakels werd rond de rand van de medaille gelegd. Op de voorzijde zijn Karel Alexander en Sophie afgebeeld. Op de keerzijde staat het gekroonde verstrengelde monogram CS binnen een lauwerkrans. De krans is samengebonden met een lint waarop 1842-8 Oktober-1892 staat.
De voorzijde met het dubbele portret werd ook voor herinneringsmedailles gebruikt. Op deze herinneringsmedailles die voor een groot deel te koop werden aangeboden voor verzamelaars is een andere keerzijde gebruikt. Daarop is het gekroonde alliantiewapen van Carl en Sophie afgebeeld.